# Halowe Mistrzostwa Europy w Łucznictwie 2006
10. Halowe Mistrzostwa Europy w Łucznictwie odbyły się w dniach 13 - 18 marca 2006 roku w Jaén w Hiszpanii.

## Reprezentacja Polski seniorów

### łuk klasyczny
- Karina Lipiarska
- Iwona Marcinkiewicz
- Jagoda Płażewska
- Jacek Proć

## Reprezentacja Polski juniorów

### łuk klasyczny
- Adam Baś
- Joanna Jurasz
- Marcin Kłoda
- Ewelina Marszałkowska
- Anna Skłodowska
- Maciej Wiatr

## Medaliści

### Seniorzy

#### Strzelanie z łuku klasycznego
| Konkurencja:           | Złoto:                                                     | Srebro:                                                          | Brąz:                                                      |
| indywidualnie kobiet   | Bérengère Schuh                                            | Naomi Folkard                                                    | Almudena Gallardo                                          |
| indywidualnie mężczyzn | Alessandro Rivolta                                         | Markijan Iwaszko                                                 | Marco Galiazzo                                             |
| drużynowo kobiet       | Turcja · Natalia Nasaridze · Derya Sarialtin · Damla Günay | Ukraina · Kateryna Palecha · Tetiana Dorochowa · Wiktoria Kowal  | Niemcy · Elena Richter · Karina Winter · Christina Schäfer |
| drużynowo mężczyzn     | Ukraina · Markijan Iwaszko · Pawlo Bekker · Wiktor Ruban   | Włochy · Alessandro Rivolta · Marco Galiazzo · Michele Frangilli | Francja · Oliver Tavernier · Michael Verge · Jerome Fiton  |

#### Strzelanie z łuku bloczkowego
| Konkurencja:           | Złoto:                                                          | Srebro:                                                   | Brąz:                                                            |
| indywidualnie kobiet   | Camilla Sømod                                                   | Valérie Fabre                                             | Amandine Bouillot                                                |
| indywidualnie mężczyzn | Jean-Marc Beaud                                                 | Dominique Genet                                           | Emiel Custers                                                    |
| drużynowo kobiet       | Rosja · Oktjabrina Bołotowa · Sofia Gonczarowa · Anna Kazancewa | Włochy · Paola Galetti · Eugenia Salvi · Michela Spangher | Hiszpania · Fátima Agudo · Julia Benito · Teresa Ronco           |
| drużynowo mężczyzn     | Dania · Martin Damsbo · Erik Peder Nielsen · Tom Henriksen      | Włochy · Sergio Pagni · Antonio Tosco · Stefano Mazzi     | Francja · Jean-Marc Beaud · Dominique Genet · Sebastien Brasseur |

### Juniorzy

#### Strzelanie z łuku klasycznego
| Konkurencja:           | Złoto:                                                                 | Srebro:                                                 | Brąz:                                                              |
| indywidualnie kobiet   | Elisa Benatti                                                          | Begül Löklüoğlu                                         | Natalja Erdynijewa                                                 |
| indywidualnie mężczyzn | Christodoulou Costantinos                                              | Thomas Aubert                                           | Enrico Morgante                                                    |
| drużynowo kobiet       | Rosja · Natalia Erdynijewa · Ksienija Pierowa · Jekaterina Charchanowa | Turcja · Begül Löklüoğlu · Merve Gakir · Kijbra Ozaemir | Ukraina · Julia Rieznikowa · Waleria Jakowlewa · Maryna Wesełowska |
| drużynowo mężczyzn     | Ukraina · Jurij Hawełko · Dmytro Szamatrin · Ołeksandr Oniszuk         | Włochy · Enrico Morgante · Lorenzo Giori · Luca Melotto | Hiszpania · Daniel Morillo · Daniel Torres · Andrés Gómez          |

#### Strzelanie z łuku bloczkowego
| Konkurencja:           | Złoto:            | Srebro:         | Brąz:              |
| indywidualnie kobiet   | Magali Weisgerber | Magali Ganne    | Joyce Simons       |
| indywidualnie mężczyzn | Pietro Greco      | Patrick Laursen | Kasper Christensen |

## Klasyfikacja medalowa

### Seniorzy
| Lp. | Państwo         | Złoto | Srebro | Brąz | Razem |
| 1.  | Francja         | 2     | 2      | 3    | 7     |
| 2.  | Dania           | 2     | 0      | 0    | 2     |
| 3.  | Włochy          | 1     | 3      | 1    | 5     |
| 4.  | Ukraina         | 1     | 2      | 0    | 3     |
| 5.  | Rosja           | 1     | 0      | 0    | 1     |
| 5.  | Turcja          | 1     | 0      | 0    | 1     |
| 7.  | Wielka Brytania | 0     | 1      | 0    | 1     |
| 8.  | Hiszpania       | 0     | 0      | 2    | 2     |
| 9.  | Holandia        | 0     | 0      | 1    | 1     |
| 9.  | Niemcy          | 0     | 0      | 1    | 1     |

### Juniorzy
| Lp. | Państwo    | Złoto | Srebro | Brąz | Razem |
| 1.  | Włochy     | 2     | 1      | 1    | 4     |
| 2.  | Rosja      | 1     | 0      | 1    | 2     |
| 2.  | Ukraina    | 1     | 0      | 1    | 2     |
| 4.  | Cypr       | 1     | 0      | 0    | 1     |
| 4.  | Luksemburg | 1     | 0      | 0    | 1     |
| 6.  | Francja    | 0     | 2      | 0    | 2     |
| 6.  | Turcja     | 0     | 2      | 0    | 2     |
| 8.  | Dania      | 0     | 1      | 1    | 2     |
| 9.  | Belgia     | 0     | 0      | 1    | 1     |
| 9.  | Hiszpania  | 0     | 0      | 1    | 1     |